# Incalia
Incalia – rodzaj błonkówek z rodziny Pergidae.

## Zasięg występowania
Przedstawiciele tego rodzaju występują w krainie neotropikalnej od Kostaryki na płn. po Argentynę na płd.

## Systematyka
Do  rodzaju Incalia zalicza się 4 gatunki:
- Incalia americana
- Incalia fulviventris
- Incalia nigrinotum
- Incalia ultimajor